# Человек эпохи Возрождения
«Человек эпохи Возрождения» (англ. Renaissance Man) — американская кинокомедия 1994 года режиссёра Пенни Маршалл с Дэнни Де Вито в главной роли.
Фильм был отрицательно принят критиками и зрителями, и через несколько месяцев вышел в повторный прокат уже под названием «По книге» (англ. By the Book). Но позиционировавшаяся в этот раз как драма, картина вновь не имела успеха.

## Сюжет
Билл Рэго (Дэнни Де Вито) — заурядный рекламный агент, потерявший работу. В агентстве по трудоустройству для него нашлось только временное место преподавателя английского языка и литературы на военной базе, готовящей солдат для американской армии. Поневоле вынужденный согласиться, Билл первоначально приступил к работе без энтузиазма. Ещё меньший интерес к занятиям проявили его подопечные — молодые и, в большинстве своём, малообразованные новобранцы. Наладить контакт с учениками Биллу помогает его любимое произведение — «Гамлет» Уильяма Шекспира.

## В ролях
- Дэнни Де Вито — Билл Рэго
- Грегори Хайнс — сержант Кэсс
- Джеймс Ремар — капитан Том Мёрдок
- Эд Бегли-младший — Джек Маркин
- Клифф Робертсон — полковник Джеймс
- Бен Райт — рядовой Освальд
- Энн Кьюсак — секретарь Билла

### Солдаты-новобранцы
- Кадим Хардисон — рядовой Джамал Монтгомери
- Питер Симмонс — рядовой Брайан Дэйвис мл.
- Лилло Бранкато младший — рядовой Донни Бенитез
- Стэйси Дэш — рядовая Миранда Майерс
- Марк Уолберг — рядовой Томми Ли Хэйвуд
- Халил Кэйн — рядовой Рузвельт Натаниель Хоббс
- Грегори Спорледер — рядовой Мэл Мэлвин
- Ричард Т. Джонс — рядовой Джексон Лерой